# Simon Says (The Outer Limits)
"Simon Says" é um episódio da sexta temporada de The Outer Limits. Foi ao ar originalmente em 10 de março de 2000.

## Sinopse
Um homem que perdeu sua esposa e seu filho em um acidente de carro há vários anos construiu um robô que tem as memórias de seu filho.

## Narração de abertura
| “ | Não há tragédia maior para os pais do que a perda de um filho. Mas quando o sofrimento se torna obsessão? | ” |

## Enredo
Gideon Banks, engenheiro eletrônico, vinte anos atrás, perdeu sua esposa Liz e seu filho Simon em um terrível acidente de carro. Naquele período, ele estava trabalhando no chamado Neural Archiving Project - NAP, para abreviar. Essa tecnologia foi desenvolvida para criar computadores inteligentes, transferindo engramas humanos para computadores.
A empresa acabou desistindo da tecnologia, mas Gideon não. Depois de anos aperfeiçoando-o silenciosamente, ele construiu em casa um pequeno robô, usando peças que roubou da Concorde Robotics, onde agora trabalha. Zoe, sobrinha de Gideon, descobre o segredo de Gideon, de que o robô contém reais engramas neurais do filho morto de Gideon, Simon, que Gideon integrou ao robô na esperança de recriar seu filho. E agora, o robô realmente tem lembranças do verdadeiro Simon.
Zoe fica preocupada não apenas com Gideon, mas também com o robô que soa e age muito como seu priminho. E ela começa a perceber que Simon pode não ter sido o anjinho adorável que todos acreditavam que ele era.
"Simon" se torna cada vez mais exigente, pressionando Gideon, que pode perder o emprego. Quando ele pede que Zoe "cuide", o robô ataca durante uma birra e a fere. Quando Gideon retorna, eles discutem sobre "Simon" ser um robô ou, como Gideon insiste, um garoto de verdade. Zoe sai chateada. Mais tarde, Gideon pede desculpas pelo telefone e pede que ela cuide de Simon novamente, pois ele tem que trabalhar. Zoe faz isso, mas desta vez se dá muito melhor com "Simon", que também pede desculpas por machucá-la.
O chefe de Gideon descobre o robô e afirma que, desde que foi construído a partir de equipamentos da empresa, ele pertence à empresa. Quando ele tenta tirar "Simon" à força, Gideon fica enfurecido e bate na cabeça do homem, matando-o. Gideon e Zoe começam a discutir, mas "Simon", que fica perturbado ao reconhecer a seriedade da situação, grita para eles pararem e afirma que ele é o culpado. Chateado, "Simon" confessa que "ele" foi o responsável pelo acidente de carro: quando Liz se recusou a levar Simon à loja de brinquedos, Simon fez uma birra e agarrou o volante, causando o acidente fatal. Para ele, essa birra imprudente foi o primeiro dominó a iniciar a reação em cadeia que agora levou a esse momento.
Percebendo que o que ele fez pode impactar seriamente Zoe, Gideon a expulsa, assegurando-lhe que ele remediará a situação e fará a coisa certa sem afetá-la. Logo depois, Zoe ouve um tiro e volta, apenas para descobrir que Gideon copiou sua mente em outro robô antes de cometer suicídio. Zoe só pode olhar em silêncio horrorizado enquanto os dois robôs conversam como pai e filho.

## Narração final
| “ | Quando nos esforçamos para preencher um vazio terrível, às vezes o vazio pode nos consumir. | ” |

## Nomeações e prêmios
- Scott Peters foi premiado em 2001 pelo WGC Award (Writers Guild of Canada) pelo episódio «Simon Says».[1]
- John Van Tongeren ganhou em 2001 o Gemini Awards na indicação de "Melhor trilha sonora original para uma série dramática" para este episódio.[1]

## Elenco
- Joel Gray como Gideon Banks
- Tammy Pentecostes como Elise Banks
- Riley DeMeyer como Simon
- Cathy Weseluck como voz de Simon
- Mikela J. Mikael como Zoe Kemp
- Hiro Kanagawa como Ron Hikida
- Rice Honeywell como colega de trabalho